# Franciszek Hryniewiecki
Franciszek Hryniewiecki herbu Przeginia – skarbnik bielski w latach 1697–1731.
Był elektorem Augusta II Mocnego w 1697 roku z województwa poznańskiego, jako deputat województwa poznańskiego podpisał jego pacta conventa.